# Municipio de Ayr (Dakota del Norte)
El municipio de Ayr (en inglés: Ayr Township) es un municipio ubicado en el condado de Cass en el estado estadounidense de Dakota del Norte. En el año 2010 tenía una población de 72 habitantes y una densidad poblacional de 0,77 personas por km².

## Geografía
El municipio de Ayr se encuentra ubicado en las coordenadas 47°1′18″N 97°30′55″O / 47.02167, -97.51528. Según la Oficina del Censo de los Estados Unidos, el municipio tiene una superficie total de 93.29 km², de la cual 93,29 km² corresponden a tierra firme y (0 %) 0 km² es agua.

## Demografía
Según el censo de 2010, había 72 personas residiendo en el municipio de Ayr. La densidad de población era de 0,77 hab./km². De los 72 habitantes, el municipio de Ayr estaba compuesto por el 98,61 % blancos, el 1,39 % eran afroamericanos. Del total de la población el 0 % eran hispanos o latinos de cualquier raza.